# Thrinaxodon Col
Der Thrinaxodon Col ist ein felsiger Gebirgspass in der antarktischen Ross Dependency. In den Cumulus Hills des Königin-Maud-Gebirges liegt er inmitten eines Gebirgskamms, der sich vom Rougier Hill in südlicher Richtung erstreckt.
Das Advisory Committee on Antarctic Names benannte diesen Bergsattel 1971 auf Vorschlag des Geologen David H. Elliot vom Institut für Polarforschung der Ohio State University. Namensgebend sind die Fossilien des Thrinaxodon, einer säugetierähnlichen Gattung ausgestorbener Therapsiden, die hier gefunden wurden.